# Marjan Boot
Marjan Boot (Den Haag, 1949) is een Nederlands kunsthistoricus, conservator en auteur, gespecialiseerd in het werk van ontwerpers en sieraadontwerpers. 

## Loopbaan
Boot startte haar carrière als wetenschappelijk medewerker twintigste-eeuwse kunst aan het Kunsthistorisch Instituut aan de Universiteit van Amsterdam. Later was zij als conservator moderne kunstnijverheid werkzaam voor het Haags Gemeentemuseum en van 1996 tot 2014 was zij conservator toegepaste kunst en vormgeving in het Stedelijk Museum in Amsterdam. Zij schreef vele artikelen en catalogi en organiseerde verschillende tentoonstellingen. Boot was medeverantwoordelijk voor de opstelling van toegepaste kunst in het in 2012  heropende Stedelijk Museum. Op 21 februari 2014 sloot Boot in het Stedelijk Museum haar carrière af met de tentoonstelling en de gelijknamige publicatie De show van Gijs + Emmy.

## Publicaties (selectie)
- Boot, M. (2014) De show van Gijs + Emmy. Rotterdam: nai010. ISBN 9789462081239

## Tentoonstellingen (selectie)
- 1997 - Het Kunstvol Binnenhuis, Nederlandse interieurkunst van 1895 tot 1930, Stedelijk Museum Amsterdam
- 1998 - The Turbulent Vessel. Babs Haenen. Keramiek 1991-1998, Stedelijk Museum Amsterdam
- 2002 - Ernst Ludwig Kirchner. Tahiti in de Alpen (1918-1928), Stedelijk Museum Amsterdam
- 2004 - Geel metalliek. Goud voor Robert Smit, Stedelijk Museum Amsterdam
- 2014 - De show van Gijs + Emmy, Stedelijk Museum Amsterdam